# Parque dos Atletas
O Parque dos Atletas, anteriormente conhecido como Parque Olímpico Cidade do Rock, é um parque que fica em um terreno particular (privado) no Município do Rio de Janeiro localizado na Avenida Salvador Allende, na Barra Olímpica, Zona Oeste do município. É vizinho ao Centro de Convenções Riocentro - o qual fica localizado na mesma avenida, em frente ao parque - e também vizinho à Ilha Pura, empreendimento que serviu como Vila Olímpica nos Jogos Olímpicos de Verão de 2016. O parque possui 150.000 m2.

## Projeto original, Rock in Rio e Olimpíadas
O Parque dos Atletas foi concebido como parte do conjunto de obras dos Jogos Olímpicos de Verão de 2016. Foi construído pela Prefeitura do Rio de Janeiro em parceria com o empresário Roberto Medina com o objetivo de servir como espaço para a realização de grandes eventos, em especial o Rock in Rio, e também como espaço para o lazer dos atletas durante as olimpíadas.
Inaugurado em agosto de 2011, foi a primeira obra entregue para as Olimpíadas de 2016. O parque sediou, em setembro de 2011, a quarta edição do festival Rock in Rio, sendo então conhecido como Cidade do Rock. Posteriormente, sediou ainda o mesmo evento nas edições de 2013 e 2015. Porém, devido à limitação de capacidade (85 mil espectadores), os organizadores do Rock in Rio decidiram transferir as edições seguintes para o Parque Olímpico do Rio de Janeiro.
Nos Jogos Olímpicos de Verão de 2016, o Parque dos Atletas funcionou como área de lazer para as delegações. Possuía acesso exclusivo dos atletas à partir da Vila Olímpica. O parque possuía quadras de tênis, muros de escalada, parque infantil, rinque de patinação e academias de ginástica para públicos de todas as idades, além de vestiários com chuveiros e uma pista de 1.420 metros para bicicletas, caminhadas e corridas.
O projeto original previa deixar o parque como legado para o lazer da população, além do espaço para a realização de eventos.

## Abandono e utilização atual
Após a realização dos Jogos Olímpicos de Verão de 2016, o parque foi abandonado pela prefeitura do Rio de Janeiro e passou a sofrer diversos furtos e vandalizações. Grades, portões, cabos e bombas de esgoto, e até mesmo parte da grama sintética, foram furtados. Segundo a Riotur, não há verba disponível para a gestão e recuperação do espaço.
Durante a Pandemia de COVID-19, em 2020, foi utilizado como local para a instalação de um hospital de campanha.
Atualmente, o espaço vem sendo locado pela prefeitura ao setor privado e usado exclusivamente para a realização de festas, perdendo assim sua função social de lazer gratuito à população. Foi utilizado, por exemplo, para um "evento-teste" que pretendia avaliar a flexibilização de medidas sanitárias para a Pandemia de COVID-19 no Município do Rio de Janeiro.
O Parque dos Atletas não foi contemplado no novo plano de legado do Parque Olímpico, apresentado pela Prefeitura do Rio de julho de 2021. Em 2022, a Previ-Rio, que havia herdado a custódia do lugar, buscava recursos e soluções para resolver o abandono do parque.

## Eventos sediados
- Rock in Rio IV — 23, 24, 25, 29 e 30 de setembro, 1 e 2 de outubro de 2011
- Rio+20 — 13 a 22 de junho de 2012
- Lady Gaga: The Born This Way Ball Tour — 9 de Novembro de 2012
- Madonna: MDNA Tour — 2 de Dezembro de 2012[9]
- Rio E-Music Festival — 1 de Maio de 2013[10]
- Rock in Rio 5 — 13, 14, 15, 19, 20, 21 e 22 de setembro de 2013
- Circuito Banco do Brasil: Etapa Rio de Janeiro — 9 de Novembro de 2013[11]
- One Direction: Where We Are Tour — 8 de maio de 2014
- Rock in Rio VI — 2015